# Berat
Berat (albanisch auch Berati) ist eine Stadt in Albanien. Sie liegt am Fluss Osum und hatte im Jahr 2023 40.665 Einwohner. Die ganze, 2014 erweiterte Großgemeinde (bashkia) hat 62.232 Einwohner (2023).
Die Stadt der tausend Fenster, die 1961 offiziell zur Museumsstadt ernannt und 2008 UNESCO-Welterbe wurde, steht unter besonderem Schutz: In drei Stadtteilen mit den typischen historischen weißen Häusern sind Neubauten verboten. Insbesondere dank dieser drei kompakten Altstadt-Quartiere Mangalem, Gorica und Kalaja (deutsch: Burg) und der vielen Moscheen und Kirchen gilt Berat als eine der wichtigsten Sehenswürdigkeiten des Landes.
Berat ist Hauptort des gleichnamigen Qarks sowie Sitz eines orthodoxen Bischofs.

## Etymologie
Die erste schriftliche Erwähnung der Stadt, griechisch Poulcheriopólis Πουλχεριοπόλις, stammt aus dem 9. Jahrhundert und bedeutet „schöne Stadt“. Im Jahr 1019 taucht die slawische Bezeichnung Belagradon auf, was die Übersetzung des älteren Namens ist und „weiße Stadt“ bedeutet. 1230 und 1258 wird Belgrad erwähnt. Weitere Namen sind Bellagradi (1280), Beligrad (1345) und Belgradi (1431).

## Lage und Stadtteile
Die alte Bashkia Berat umfasst einen Bereich von nur 6,3 Quadratkilometern. Seit 2015 gehören auch die im Umland gelegenen Gemeinden Otllak, Roshnik, Sinja und Velabisht zu Berat. Im Osten erhebt sich das Bergmassiv des Tomorr (2416 m ü. A.).
Die Stadt wurde ursprünglich als Festung auf dem felsigen Hügel von 187 m ü. A. erbaut, wo der Fluss Osum durch einen Engpass im Tal in die mittelalbanische Ebene Myzeqe vorstößt. Über dieser strategischen Stelle thront die Burg, die nicht nur aus den befestigten Anlagen besteht, sondern einen ganzen Stadtteil mit zahlreichen Kirchen und Moscheen umfasst. Am gegenüberliegenden Ufer liegt der historische Stadtteil Gorica. Unterhalb der Burg dehnen sich der Stadtteil Mangalem sowie das heutige Stadtzentrum aus. Im Norden vor der Stadt entstanden zur kommunistischen Zeit neue Quartiere mit zahlreichen Plattenbauten.

## Geschichte

### Frühgeschichte
Frühgeschichtliche Wohnstätten konnten seit etwa 2600 v. Chr. nachgewiesen werden. Der Burghügel wurde im 4. Jahrhundert v. Chr. erstmals von Illyrern befestigt. Der Ort war das Siedlungszentrum der illyrischen Dassareten. Diese gerieten Ende des 4. Jahrhunderts vor Christus in die Abhängigkeit vom Königreich Makedonien. Vermutlich war es Kassander, der den alten Ort als Stadt neu begründete und griechische Kolonisten ansiedelte. Zu Ehren seines Vaters nannte er die Stadt Antipatreia. Auch unter der Herrschaft der Römer blühte die Stadt.

### Mittelalter
Im 9. bis 11. Jahrhundert hatten die Bulgaren die Region besetzt und in den administrativen Bezirk Kutmičevica integriert. Schon zu dieser Zeit war Berat orthodoxer Bischofssitz. Die Eparchie unterstand dem Metropoliten des Erzbistums Ohrid. Zwei frühchristliche Relikte sind die beiden Handschriften Codex Beratinus 1 und Codex Beratinus 2, die über 1000 Jahre alt sind, heute aber in Tirana aufbewahrt werden.
Im Jahr 1018 eroberten die Byzantiner die Stadt zurück. In der Folge geriet Berat unter wechselnde Herrschaft lokaler Despoten, der Könige von Neapel (1273), der Bulgaren und der Serben.

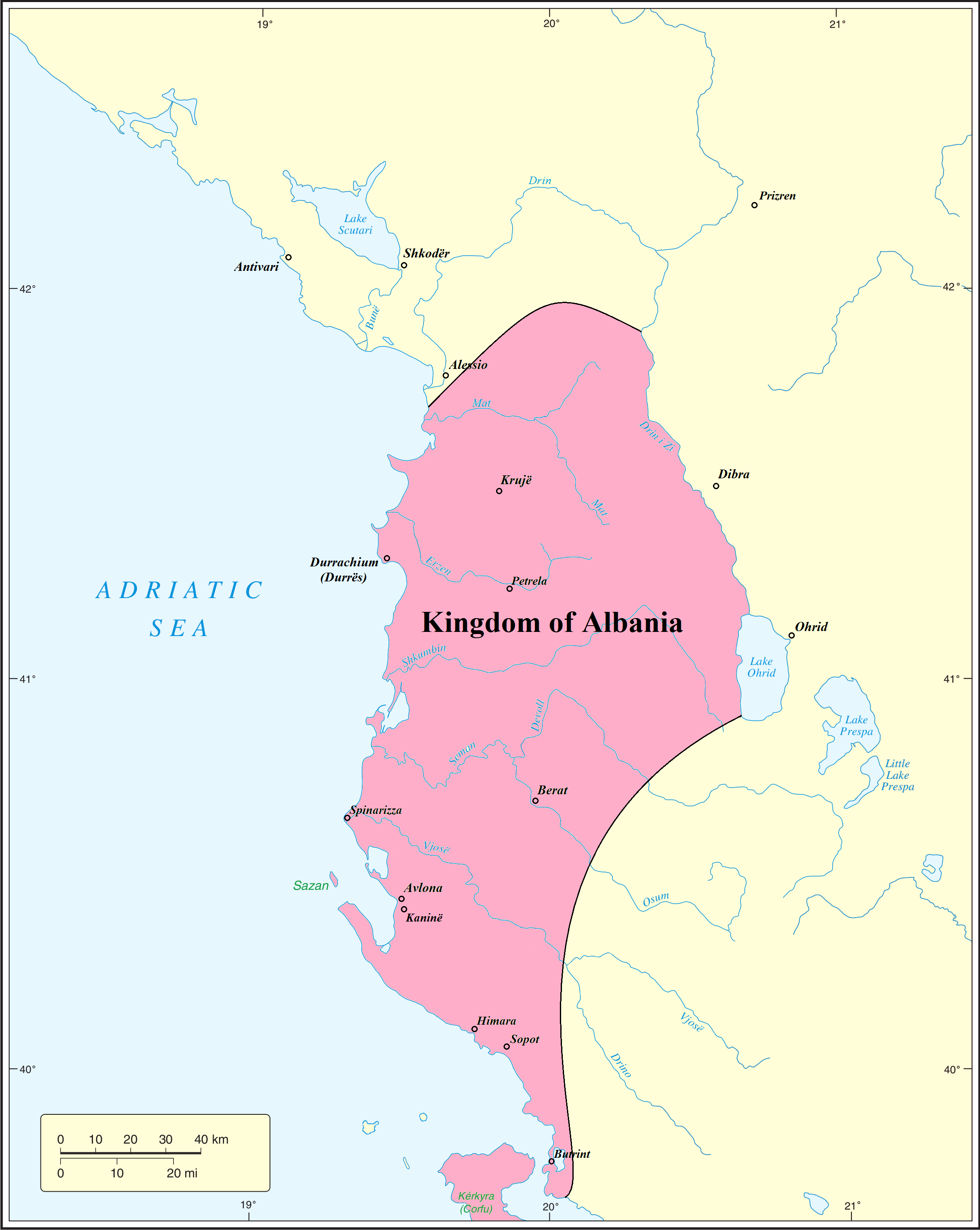
Die maximale Ausdehnung des Regnum Albaniae

Am 21. Februar 1272 verkündete Karl I. von Anjou das Regnum Albaniae  – Königreich Albanien, dessen Territorium ungefähr einem Dreieck zwischen Dyrrhachion, Valona, Kanina, Buthroton und Korfu entsprach. Gazo Chinard, seit 1272 königlicher Generalvikar des Königreichs Albanien und Generalkapitän des neapolitanischen Heeres wurde gegen Berat gesandt. Damit er möglichst schnell das ganze Land unterwerfen konnte, wurden ihm ausreichend Truppen (Sarazenen aus Nocera), Proviant und Geld geliefert. Zu größerer Sicherheit sollte er sich von den Albanern Geiseln stellen lassen. Alles gelang nach Plan und die Albaner bewährten ihre Treue, indem sie freiwillig Geiseln stellten. Berat ergab sich 1273. Die Gefangenen, meist Griechen, wurden im April 1273 nach Trani in Apulien gesandt und erhielten zu ihrem Unterhalt eine monatliche Pension ausgesetzt. Die Kampagne von 1272/73 sollte nur die erste einer Reihe sein.
Als der byzantinische Kaiser Michael VIII. Palaiologos 1274 von Ioannina aus ein Heer gegen Dyrrhachion sandte, eroberte er Berat zurück und stationierte in Butrint eine starke Besatzung. Nicht wenige von denen, die den Anjou Treue versprochen hatten, schlossen sich dem byzantinischen Kaiser an. So auch Gjon Muzaka.
Im Frühjahr 1281 schlug der byzantinische Kaiser Michael VIII. in einer Koalition mit einheimischen albanischen Kräften das Heer Karls I. von Anjou unter dem Kommando des burgundischen Ritters Hugo le Rousseau de Sully entscheidend vor Berat und stoppte die weitere Ausdehnung der Anjou östlich der Adria. Bei dieser Begebenheit konnte Andrea I. Muzaka eine weitgehend unabhängige Territorialherrschaft gründen und sein Gebiet um Tormoniza in der Nähe des Berges Tomorr, Berat, Këlcyra und  Skrapar erweitern.
Andrea II. Muzaka übernahm nach dem Tod seines Vaters Theodor I. Muzaka (um 1335) die Herrschaft und machte das stark befestigte Berat zur Hauptstadt seines Fürstentums Muzakaj.
Im Herbst 1345 fielen Berat und Valona durch den serbischen Heeresführer Kersak an die Serben. Berat wurde in Beligrad (Weiße Stadt) umbenannt. Ab 1346 setzte der serbische Zar Stefan Uroš IV. Dušan seinen Schwager und Bruder des bulgarischen Zaren, Johannes Komnenos Asen als Gouverneur von Valona, Kanina und Berat ein.
Nach dem Zerfall des serbischen Reiches im Jahr 1355 war Berat unter der Herrschaft seines früheren Gouverneurs, Johannes Komnenos Asen (1345–1363), der dort von 1355 bis 1363 de facto sein Fürstentum Valona einrichtete; es folgten Alexander Komnenos Asen (1363–1372) und Balša II. (1372–1385).
In der Schlacht von Savra in der Myzeqe an der Vjosa am 18. September 1385, die die erste direkte Beteiligung der osmanischen Truppen in Albanien war, behielt Karl Thopia jedoch mit osmanischer Hilfe die Oberhand; Balša II. kam dabei ums Leben. Seine Witwe Comita Muzaka (Schwester von Theodor II. Muzaka) konnte nur die Herrschaft über Vlora, Kanina, Himara und Berat im Süden behaupten, während die Zeta und die Region um Skadar an den aus der Gefangenschaft entflohenen Đurađ II. Balšić fielen. Comita Muzaka regierte von Berat aus bis zu ihrem Tod im Jahr 1396. Zu dieser Zeit hatte die Familie von Muzaka wieder die Kontrolle über Berat erlangt. 1417 wurde das Gebiet von den Osmanen erobert. In den 1420er Jahren hatte die Adelsfamilie Muzaka (nun osmanische Vasallen) die Herrschaft über Berat inne.
Theodor III. Muzaka, ein Mitstreiter Skanderbegs in der Liga von Lezha, vermachte sein Herrschaftsgebiet vor seinem Tod Skanderbeg. Die Stadt ging durch einen Überraschungsangriff der Osmanen endgültig verloren, denn die durch Skanderbeg 1455 angestrengte Belagerung von Berat blieb ohne Erfolg.
Unter der osmanischen Herrschaft war Berat Sitz des Sandschak-Beys Yakup Bey Muzaka (Sohn von Theodor III. Muzaka) und regionales Handelszentrum. Sowohl die Muslime als auch die orthodoxe Kirche unterhielten bedeutende Schulen in der Stadt.

### Frühe Neuzeit
Im November 1670 besuchte der osmanische Schriftsteller Evliya Çelebi unter anderem die Stadt Berat. Zu jener Zeit war sie Sitz des Bey vom Sandschak Vlora und besaß 489 Lehnsgüter (türkisch Tımar). Neben 5000 mit roten Ziegeln bedeckten Steinhäusern zählte er 100 prächtige Herrenhäuser mit Zisternen und Brunnen. Berat war in 30 Quartiere geteilt, und Çelebi beschreibt ziemlich ausführlich die Festung und die Zitadelle der Stadt.

### Neuzeit

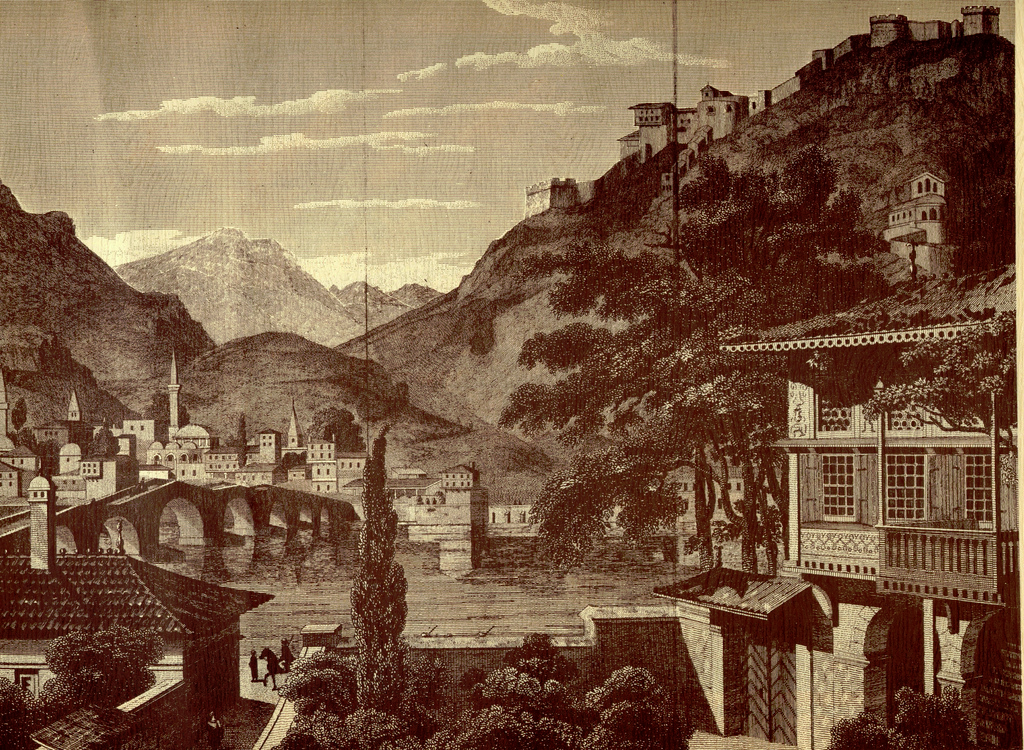
Berat im Jahr 1830

1809 konnte der osmanische Pascha albanischer Abstammung, Tepedelenli Ali die Stadt für kurze Zeit seinem Herrschaftsgebiet angliedern. Als örtlichen Gouverneur setzte er seinen Sohn Myftar ein. 1822 eroberte der osmanische Sultan, Mahmud II., Berat wieder zurück, nachdem Ali Pascha einem Mordanschlag zum Opfer gefallen war.
1851 wurde Berat von einem starken Erdbeben erschüttert. Die kurz danach errichteten Bauten prägen noch heute das Aussehen der historischen Stadtteile.
1903 gab es in der Stadt einen Aufstand der Bevölkerung. Die Einwohner forderten eine Senkung der zu hohen Steuern und die Besetzung der Stadtämter mit Albanern anstatt mit Osmanen.
In der Zeit der Besatzung durch die deutsche Wehrmacht ab 1943 wurden die 600 Juden der Stadt bei den muslimischen und christlichen Nachbarn aufgenommen und als Verwandte ausgegeben. Alle Juden aus Berat konnten dadurch gerettet werden. Dokumentiert wird dieser Zeitabschnitt im örtlichen Solomon-Museum.
Nachdem die Partisanen am 13. September 1944 die deutschen Truppen aus der Stadt vertrieben hatten, wurde im Oktober in Berat eine „Demokratische Regierung“ mit Enver Hoxha als Ministerpräsidenten gebildet.

## Sehenswürdigkeiten
Das Stadtbild wird von der osmanischen Architektur geprägt, wie sie vergleichbar auch in Gjirokastra oder Ohrid anzutreffen ist. Weitere Kulturgüter sind die Bleimoschee und die Hysen-Pascha-Moschee.
2008 wurde die Altstadt von Berat in die UNESCO-Liste des Weltkulturerbes aufgenommen. Dort wird sie nun gemeinsam mit Gjirokastra als Beispiel für den Erhalt einer ottomanischen Stadt und die Koexistenz verschiedener Kulturen geführt. Gemäß einem Bericht des International Council on Monuments and Sites vom April 2013 befinden sich das Weltkulturerbe von Berat und dasjenige von Gjirokastra in Gefahr. Größtes Problem wären die vielen illegalen Bauten nahe den historischen Stadtzentren, vor allem in Gjirokastra. Ein weiterer Mangel bestünde in einer ungenügenden Überwachung über die Entwicklung vor Ort. Zudem müssten einige wichtige Änderungen in der Gesetzgebung gemacht werden. Die beiden Stätten drohten auf die Rote Liste des gefährdeten Welterbes gesetzt zu werden.

### Mangalem
Dieser Stadtteil zieht sich den Hügel zur Burg hinauf. Die Häuser stehen sehr dicht, die Fassaden zum Tal haben alle große Fenster. Diesem Viertel verdankt deshalb die Stadt ihre Bezeichnung „Stadt der tausend Fenster“. Im ehemals nur von Muslimen bewohnten Quartier stehen die Junggesellenmoschee, die Bleimoschee und die Königsmoschee sowie die Halveti-Tekke und das Ethnographische Museum, das einen Einblick in die Lebensweise zur türkischen Zeit erlaubt. Fast an der steilsten Stelle des Burgbergs klebt die kleine Michaelis-Kirche über dem Fluss. In diesem Stadtviertel befindet sich zudem die Rüfai-Tekke.

### Gorica
Lange war dieses Viertel nur durch eine Brücke mit dem Rest der Stadt verbunden, weshalb sich hier nur wenig verändert hat. Sehenswert ist insbesondere das St.-Spyridon-Kloster von 1864. Die osmanische Steinbrücke mit Namen Ura e Goricës wurde 1780 unter einem gewissen Ahmed Kurt Pascha gebaut; sie ersetzte damals eine ältere Holzbrücke. 1922 wurde sie von der Stadtverwaltung erneuert.

### Kalaja

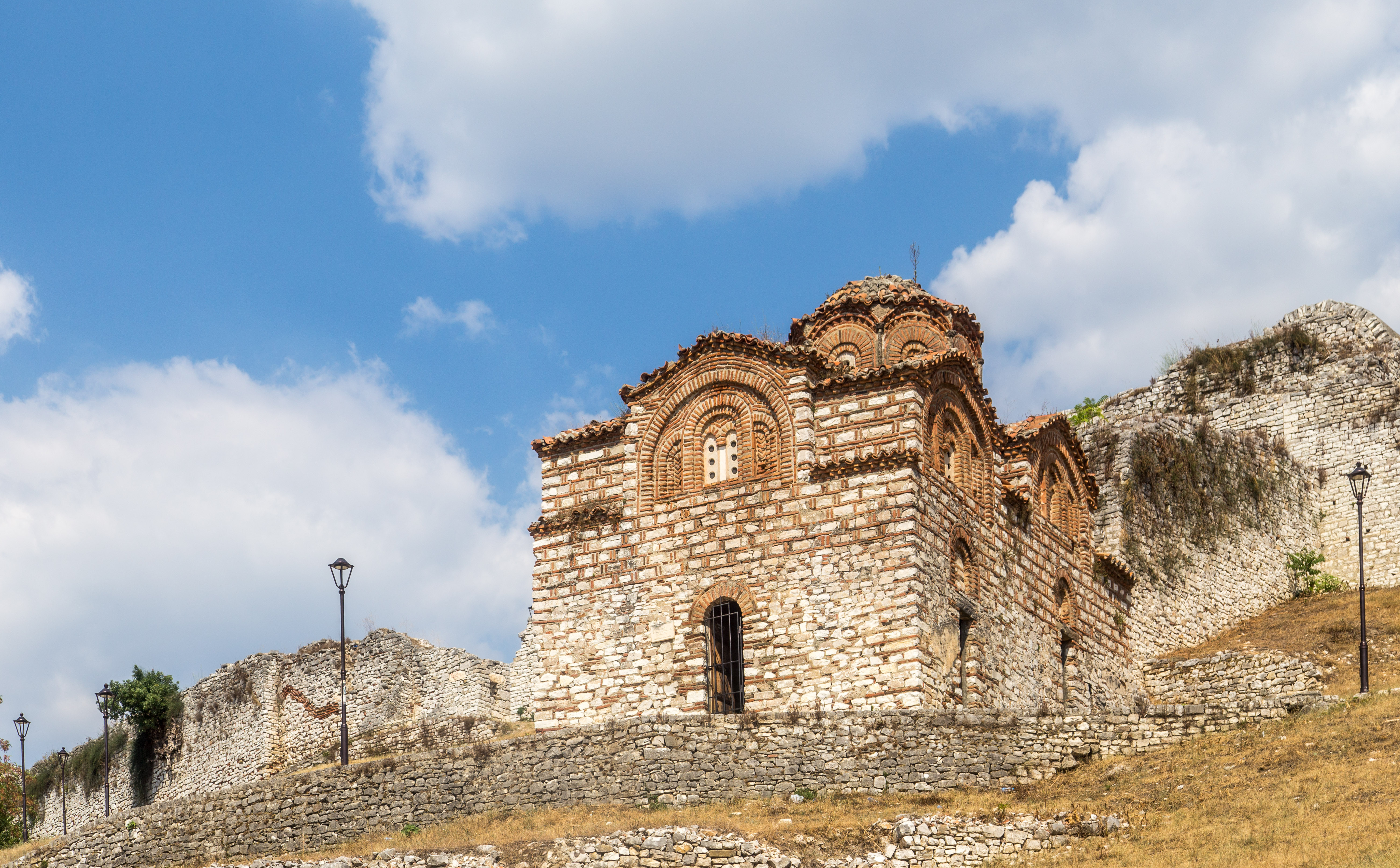
Die Kirche der Heiligen Dreifaltigkeit (Shën Triadha)

Die Burgfestung von Berat, Kala/-ja genannt, gehört zu den am meisten besuchten und wichtigsten Sehenswürdigkeiten von Berat. Sie ist auch Wahrzeichen der Stadt und findet sich auf dem Stadtwappen. Das Burgviertel besteht noch heute aus zahlreichen kleinen Häusern, wovon die meisten aus Stein gebaut sind. Noch immer sind in den verwinkelten Gassen diverse Kirchen mit aufwendig geschmückten Ikonen zu besuchen. Dazu zählen die Kirche der Heiligen Dreifaltigkeit (Shën Triadha) und die Kirche der Heiligen Maria von Blachernai. Ebenso finden sich die Ruinen der Roten Moschee, der Weißen Moschee und einer türkischen Kaserne auf dem Burgberg. Sehenswert ist die römische Zisterne, die bis ins 19. Jahrhundert hinein in Benutzung war. Berühmt ist das Onufri-Museum, das Werke des gleichnamigen und bedeutendsten albanischen Ikonen-Malers zeigt.

## Wirtschaft
Nach dem Zusammenbruch des Kommunismus wurden die meisten Fabriken in Berat stillgelegt. Die Stadt kann deshalb kaum wirtschaftliche Perspektiven bieten. Auch als regionales Dienstleistungs- und Handelszentrum steht der Ort in Konkurrenz mit zahlreichen weiteren ähnlich großen Städten Mittelalbaniens.
Im Tourismussektor und Gastgewerbe finden einige Bewohner ein Auskommen. Für Touristen bietet Berat einige Hotels und Restaurants. Zur Förderung des Tourismus wurden einige Ansätze unternommen, unter anderem mit deutscher Hilfe. Berat zählte zu den ersten albanischen Orten, die für Touristen eine Website erstellten und wo gut sichtbare Wegweiser aufgestellt wurden.
Diverse Bauern im Umland von Berat bauen Reben an und produzieren Wein.

## Politik und Gemeinde

Wappen der Bashkia Berat

Bürgermeister der Bashkia ist seit 2019 Ervin Demo (PS). Die 31 Mitglieder des Gemeinderates vertreten die Stadt Berat und 50 weitere umliegende Ortschaften. Diese sind in vier Njësitë administrative zusammengefasst und waren bis zur Territorialreform von 2015 eigenständige Gemeinden.

### Wappen
Das Gemeindewappen stellt im Zentrum ein Symbol der Berater Adelsfamilie der Muzaka dar; dieses ist von der Burg umgeben, die unten von einem Bogen der Ura e Goricës ergänzt wird, unter welcher der Osum fließt.

### Bashkia
2015 wurde Berat mit anderen Gemeinden (komune) des Kreises Berat fusioniert. Sie bilden heute die fünf Njësie administrative der Bashkia.
| Name      | Einwohner 2023 | Einwohner 2011 |
| --------- | -------------- | -------------- |
| Berat     | 40.665         | 36.496         |
| Otllak    | 8.564          | 9.218          |
| Roshnik   | 2.155          | 2.513          |
| Sinja     | 3.184          | 3.351          |
| Velabisht | 7.664          | 8.453          |

Die Bashkia hatte 2011 60.031 Einwohner, 2023 sogar 62.232 Einwohner. Somit verzeichnete sie als eine der wenigen Gemeinden in Albanien ein Wachstum.

### Städtepartnerschaften
Berat listet folgende drei Partnerstädte auf:
| Stadt    | Land           | seit |
| -------- | -------------- | ---- |
| Fermo    | Italien        | 2010 |
| Kruševo  | Nordmazedonien | 2010 |
| Lowetsch | Bulgarien      | 2008 |

## Sport
Das Tomori-Stadion ist das drittgrößte Stadion Albaniens. Der lokale Fußballclub FK Tomori Berat spielt in der Saison 2013/14 in der zweiten Liga.

## Persönlichkeiten
- Angelina Srpska (* um 1440), Heilige der serbisch-orthodoxen Kirche
- Onufri und sein Sohn Nikolla (16. Jahrhundert), wirkten mehrere Jahre in der Stadt als Künstler
- Babë Dud Karbunara (1842–1917), Politiker und Gründervater Albaniens
- Sotir Kolea (1872–1945), Politiker
- Dhimitër Tutulani (1875–1937), Politiker und Gründervater Albaniens
- Sami Bey Vrioni (1876–1947), Politiker und Gründervater Albaniens
- Iliaz Vrioni (1882–1932), Politiker, Gründervater und dreifacher Ministerpräsident Albaniens
- Myqerem Fuga (1921–2003), Politiker
- Sejfulla „Cekja“ Myftari (* 1942), Humorist und Schauspieler
- Alkan Nallbani (* 1971), Künstler
- Myrto Uzuni (* 1995), Fußballspieler
- Eni Koçi (* 1996), Sängerin